# Belin (gmina)
Belin – gmina w Rumunii, w okręgu Covasna. Obejmuje miejscowości Belin i Belin-Vale. W 2011 roku liczyła 2859 mieszkańców.